# Towar
Towar – rzecz, zwierzę albo energia we wszelkiej postaci, mogąca stanowić przedmiot obrotu towarowego.

## Ujęcie historyczne
W historii gospodarczej społeczeństw możliwe jest wyróżnienie dwóch form produkcji społecznej: gospodarki naturalnej i gospodarki towarowej. W gospodarce naturalnej producenci wytwarzają produkty w celu zaspokojenia własnych potrzeb. W gospodarce towarowej producenci przekazują produkty swojej pracy innym podmiotom w drodze ekwiwalentnej wymiany, czyli kupna i sprzedaży. Przedmiot wymiany, produkt pracy ludzkiej, uzyskuje w tym procesie wymiany nowe właściwości – staje się towarem.

## Właściwości
Towar staje się przedmiotem społecznego zapotrzebowania dzięki temu, że posiada wartość użytkową. Wartość użytkowa towaru to całokształt naturalnych – fizycznych i chemicznych – właściwości rzeczy, dzięki którym może ona zaspokoić określoną potrzebę człowieka. Wartość użytkową towaru człowiek zrealizuje w procesie konsumpcji. Warto podkreślić, że wartość użytkową mają nie tylko towary, ale także tzw. dobra wolne – na przykład powietrze, promienie słoneczne mają dużą wartość użytkową, ale nie są produktem pracy ludzkiej.
Podczas ekwiwalentnej wymiany producent otrzymuje za swój oferowany towar określoną ilość innego towaru. Proporcja, w jakiej jeden towar jest wymieniany na inny, nazywana jest wartością wymienną towaru. W prostej wymianie towarowej posiadany towar jest wymieniany na inny towar (barter). Wraz z rozwojem gospodarki towarowej wyodrębnia się jeden towar, który dobrze spełnia rolę ogólnego, powszechnego ekwiwalentu – jest to pieniądz. W tej formie wymiany funkcjonują dwa niezależne akty: wymiany posiadanego towaru za pieniądz (akt sprzedaży) i wymiany pieniądza na inny towar (akt kupna). W tej formule wartość wymienną towaru wyraża się za pomocą ceny.

## Wartość towaru
Koncepcja marksowska twierdzi, że wartość towaru stanowią społecznie niezbędne nakłady pracy potrzebne do jego wytworzenia. Według tej koncepcji praca jest jedynym czynnikiem produkcji, który tworzy wartość towaru.
Koncepcja neoklasyczna zakłada, że wszystkie czynniki produkcji: ziemia, praca i kapitał są wartościotwórcze. Każdy z nich tworzy część wartości towaru. Według tej koncepcji wartość towaru jest określona przez koszty produkcji, czyli koszty zastosowania czynników produkcji w procesie wytwórczym.

## Terminy bliskoznaczne
- W towaroznawstwie pojęcie produkt jest używane w odniesieniu do towarów, które powstały w efekcie działalności produkcyjnej, natomiast w marketingu mianem produktu określa się ponadto także wszelkiego rodzaju usługi, miejsca, czynności, projekty technologiczne, pomysły organizacyjne czy idee.
- Zarówno w towaroznawstwie, jak i marketingu, a także w języku potocznym, często pojęcie „wyrób” używane jest wymiennie jako synonim towaru (wyroby spożywcze = towary spożywcze = produkty spożywcze; wyroby przemysłowe = towary przemysłowe = produkty przemysłowe). Używa się także określenia artykuł w kontekście towarów sprzedawanych w pewnych zestawach asortymentowych (artykuły papiernicze = towary papiernicze, artykuły spożywcze = towary spożywcze)
- żywy towar – synonim niewolnika, ofiary handlu ludźmi.